# Campeonato de España de Selecciones Autonómicas de Baloncesto U15 Femenino
El Campeonato de España de Selecciones Autonómicas U15 de 3x3 Femenino (CESA U15 3x3) es una competición nacional organizada por la Federación Española de Baloncesto (FEB) que reúne, desde 2023, a las selecciones autonómicas femeninas sub-15 en la modalidad 3x3. Se disputa de forma simultánea al U15 masculino y a las categorías U13, en sede única y durante un fin de semana, con emisión a través de los canales oficiales de la FEB.

## Formato de competición
Participan las 19 federaciones autonómicas. Los equipos se reparten en grupos de 5 (según inscripción) para una fase de liguilla a una vuelta. Posteriormente, los mejores clasificados acceden a la fase final (cuartos de final, semifinales y final), además del partido por el tercer puesto.

## Sedes y ediciones
| Ed. | Año  | Sede      | Resultado | Oro                  | Plata                | Bronce   |
| --- | ---- | --------- | --------- | -------------------- | -------------------- | -------- |
| I   | 2023 | Blanes    | 21–20     | Comunidad Valenciana | Andalucía            | Cataluña |
| II  | 2024 | Cartagena | 10–16     | Cataluña             | Comunidad Valenciana | Galicia  |
| III | 2025 | Melilla   | 17–8      | Cataluña             | Andalucía            | Galicia  |

## Palmarés por federaciones
| Federación           | Oro | Plata | Bronce | Años campeonato |
| -------------------- | --- | ----- | ------ | --------------- |
| Cataluña             | 2   | 0     | 1      | 2024, 2025      |
| Comunidad Valenciana | 1   | 1     | 0      | 2023            |
| Andalucía            | 0   | 2     | 0      | —               |
| Galicia              | 0   | 0     | 2      | —               |